# Gabrovo, Bolgarija
Gabrovo (bolgarsko Габрово) je glavno mesto Oblasti Gabrovo v osrednji severni Bolgariji.
Leta 2011 je mesto imelo 58.950 prebivalcev.